# حادثه اوکاموتو دایهاچی

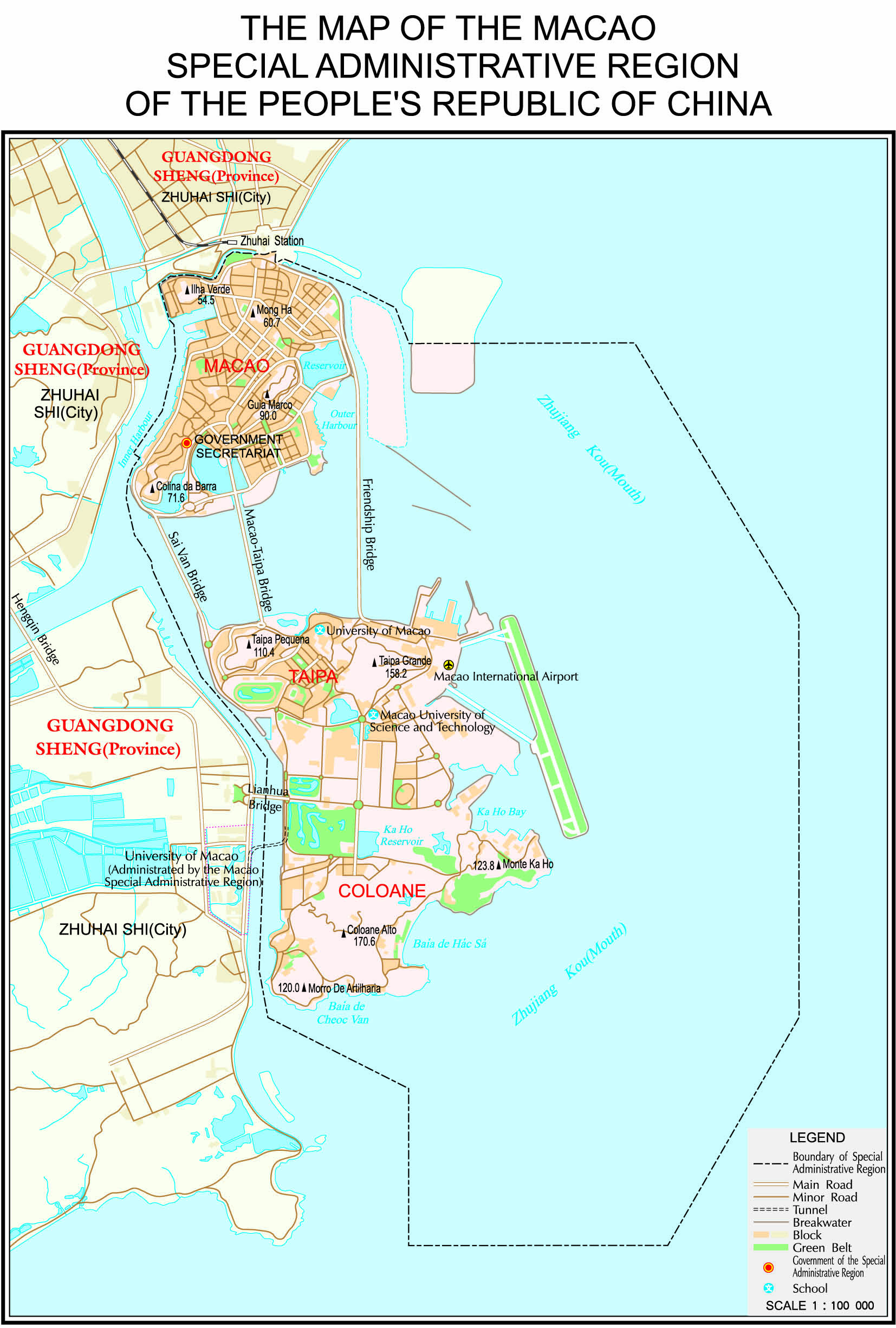
نقشه ماکائو در ساحل چین در نزدیکی گوانگژو

حادثه اوکاموتو دایهاچی (به ژاپنی: 岡本大八事件) به حادثه‌ای که بین سال‌های ۱۶۰۹–۱۶۱۲ در اوایل دوره ادو به وقوع پیوست گفته می‌شود.

## شروع
در فوریه ۱۶۰۹، کشتی دارای مجوز متعلق به آریما هارونوبو که دایمیوی ولایت هیزن(قلمروی شیمابارا) بود در را بازگشت از چامپا (ویتنام) در ماکائو پهلو می‌گیرد. بین ملوانان ژاپنی این کشتی و ملوانان پرتغالی کشتی مادر زئوس بر سر معامله‌ای درگیری رخ می‌دهد. کاپیتان آندره پسوآ فرماندار موقت ماکائو به این درگیری خاتمه داده در نتیجه مداخلهٔ او ۶۰ نفر از ملوانان ژاپنی آریما هارونوبو کشته می‌شوند.
در سال ۱۶۱۰، آندره پسوآ در بندر ناگاساکی به ناگاساکی بوگیوی این شهر، هاسه‌گاوا فوجیهیرو گزارش خود را از ماجرای ذکر شده تحویل می‌دهد تا وی این گزارش را به سونپو به توکوگاوا ایه‌یاسو برساند. هاسه‌گاوا فوجیهیرو برای جلوگیری از آسیب این ماجرا به روابط بازرگانی با امپراتوری پرتغال کسی را مأمور می‌کند تا به سونپو رفته و حادثه را پوشانده و کوچک نشان دهد. اما آندره پسوآ که دادخواستی از تجار پرتغالی در مورد تجارت ابریشم داشت و همچنین از رفتارهاسه‌گاوا فوجیهیرو ناخوشنود بود؛ خود راهی سونپو شد. این حرکت آندره پسوآ موجب خشم فوجیهیرو شده و او نیز به آریما هارونوبو پیشنهاد می‌دهد که به نزد ایه‌یاسو رفته و بازداشت آندره پسوآ و کشتی تجاری او را درخواست کند. آریما هارونوبو می‌دانست که هاسه‌گاوا فوجیهیرو نتوانسته خواسته ایه‌یاسو را جهت واردات چوب آگار برآورده کند. به همین علت هنگامی که به سونپو رفت یک مجوز کشتی تجاری نیز برای وارد کردن چوب افرا دریافت کرد. توکوگاوا ایه‌یاسو نگرانی از این داشت که دادن اجازه به هارونوبو برای گرفتن انتقام باعث قطع رابطهٔ تجاری با پرتغال شود اما درست در همان هنگام اسپانیا و هلند فعالیت بازرگانی خود را در ژاپن آغاز کرده بودند و ایه‌یاسو بر این گمان بود که این دو کشور نیاز ژاپن به واردات ابریشم را برآورده خواهند کرد. (اما بعداً محموله ابریشمی که توسط کشتی هلندی به ژاپن حمل می‌شد توسط کشتی پرتغالی در دریا ربوده شد)
در نهایت ایه‌یاسو با خواست هارونوبو موافقت می‌کند و یکی از دستیاران مسیحی هوندا ماسازومی به نام اوکاموتو دایهاچی مأمور احضار آندره پسوآ به سونپو می‌شود.

## حادثه کشتی مادر زئوس
در این زمان برای حرکت کشتی‌های تجاری به ماکائو کسب مجوز لازم بود و کشتی مادر زئوس بدون داشتن مجوز بازگشت به ماکائو؛ در ناگاساکی پهلو گرفته بود. آندره پسوآ از احضار خود به سونپو احساس خطر کرده، تصمیم گرفت با این کشتی از ناگاساکی دور شود. آریما هارونوبو درحالی‌که از طرف هاسه‌گاوا فوجیهیرو و اوکاموتو دایهاچی حمایت می‌شد، به مدت ۳–۴ روز این کشتی را با کشتی‌هایی که حامل سامورایی‌ها بودند، مورد حمله قرار داد. هنگامی که بخشی از کشتی در اثر حمله به آتش کشیده شده بود، آندره پسوآ که حاضر به تسلیم نبود با منفجر کردن کشتی موجب غرق آن شد.
پس از این حادثه برای مدتی هیچ کشتی تجاری پرتغالی به ژاپن نیامد و تجارت ابریشم با این کشور انجام نشد. همچنین بر اثر اتهامات نادرست هاسه‌گاوا فوجیهیرو و ناگاساکی دایکان، مترجم پرتغالی ایه‌یاسو بنام ژواو رودریگز که تا این زمان بسیار مورد اعتماد ایه‌یاسو بود، از ژاپن اخراج شد.

## رسوایی اوکاموتو دایهاچی
در ۱۶۱۱، مقامات پرتغالی در ماکائو که خواستار برقراری مجدد رابطه تجاری با ژاپن بودند با میانجیگری دایمیوی قلمروی ساتسوما با ایه‌یاسو و پسرش توکوگاوا هیده‌تادا دیدار کردند و ضمن عذرخواهی از حادثه کشته شدن ملوانان ژاپنی در ماکائو اخراج هاسه‌گاوا فوجیهیرو و پرداخت خسارت بابت غرق کشتی مادر زئوس را خواستار شدند اما دولت ژاپن ادعا کرد که تمامی تقصیرات برعهدهٔ آندره پسوآ بوده‌است. با وجود این بار دیگر تجارت با پرتغال از سر گرفته شد.
خاندان آریما و خاندان ریوزوجی از قبل گاهگاهی بر سر مالکیت زمین منازعه داشتند. خاندان آریما به‌طور جدی و مستمر مایل بودند که تملک برخی از زمین‌های قدیم خود را دوباره به دست بیاورند. پس از حادثه انتظار می‌رفت که هاسه‌گاوا فوجیهیرو بخاطر گرفتن انتقام از آندره پسوآ به عنوان پاداش از شوگون سالاری زمین دریافت کند اما از طرفی به علت اینکه نتوانسته بود مأموریت تهیه چوب آگار را انجام دهد، مورد نارضایتی قرار داشت. هاسه‌گاوا فوجیهیرو بخاطر اینکه بتواند واردات ابریشم را که تابحال در دست هارونوبو بود در دست خود بگیرد، به جای یسوعی‌ها که با آریما هارونوبو در این زمینه همکاری می‌کردند با فرقه دومینیکن ارتباط برقرار کرد. این اقدام فوجیهیرو موجب خشم هارونوبو شد. همچنین هارونوبو وقتی از اوکاموتو دایهاچی شنید که فوجیهیرو گفته «حمله به کشتی زئوس به علت سستی هارونوبو زیاد از طول کشید» خشمگین شده و گفت «این بار کشتی فوجیهیرو را غرق می‌کنم.» احتمالاً این نقل در ذهن اوکاموتو دایهاچی باقی‌مانده و پس از دستگیری به صورت نقشه هارونوبو برای کشتن فوجیهیرو مطرح شده‌است.
اوکاموتو دایهاچی و هارونوبو هر دو مسیحی بودند و با یکدیگر معاشرت داشتند. یک بار در طی همین دیدارها دایهاچی به هارونوبو به دروغ می‌گوید که ایه‌یاسو در فکر اینست که مالکیت سه بخش از زمین‌های منطقه را به هارونوبو به عنوان پاداش بدهد و دایهاچی برای عملی شدن این فکر نقش میانجی را نزد هوندا ماسازومی ایفا خواهد کرد. سپس برای انجام میانجیگری مبلغ کلانی از هارونوبو رشوه می‌گیرد. با گذشت زمان چون هیچ خبری از دریافت پاداش از طرف هوندا ماسازومی نمی‌رسد خود هارونوبو به نزد ماسازومی رفته و علت را جویا می‌شود. با این عمل دروغ دایهاچی افشا شده و ایه‌یاسو بازجویی از دایهاچی را دستور می‌دهد. دایهاچی تحت شکنجه‌های شدید اقرار به رشوه‌گیری و جعل مجوز کشتی تجاری کرده همچنین مدعی می‌شود که هارونوبو قصد کشتن فوجیهیرو را داشته‌است. این بار هارونوبو دستگیر می‌شود و اقرار می‌کند که گفته قصد کشتن فوجیهیرو را دارد.
در مه ۱۶۱۲، اوکاموتو دایهاچی به جرم گرفتن رشوه و جعل مجوز کشتی تجاری با سوزاندن در آتش اعدام شد. همچنین آریما هارونوبو نیز به جرم کشیدن نقشه قتل هاسه‌گاوا فوجیهیرو ابتدا حکم انجام هاراکیری گرفت اما چون مسیحی بود و هاراکیری در این دین مجاز نبود گردن زده شد. اما هاسه‌گاوا فوجیهیرو مبری از هرگونه جرمی تشخیص داده شد.

## اثرات حادثه

### ممنوعیت مسیحیت
در ۲۱ آوریل ۱۶۱۲، هم‌زمان با روز اعدام اوکاموتو دایهاچی مسیحیت در مناطقی که تحت اداره مستقیم شوگون‌سالاری توکوگاوا بود ممنوع اعلام شد. دایمیوهای مسیحی برای تغییر مذهب تحت فشار قرار گرفتند. برخی از این دایمیوها کای‌اکی (کیفر) را پذیرفتند ولی برخی دیگر از هاتاموتو‌ها مانند هارا تانه‌نوبو زندگی مخفی را برگزیدند و پنهان شدند. جولیا اوتائا که یک خدمهٔ زن کره‌ای در قصر ایه‌یاسو و مورد توجه او بود نیز از حوزهٔ ممنوعه خارج شده و روانه جزیرهٔ ایزواوشیما شد.
در ۲۸ ژانویه سال ۱۶۱۳، ممنوعیت مسیحیت به سراسر کشور گسترش پیدا کرد. سپس ایه‌یاسو بیانه‌ای بنام «باترن تسویهو نو بون» (伴天連追放之文) را تهیه کرده و بنام پسرش توکوگاوا هیده‌تادا صادر کرد. گفته می‌شود که در اصل پیش‌نویس این بیانیه توسط راهب ذن، کونچی‌این سودن (۱۵۶۳–۱۶۳۳) نوشته شده‌است.
از ماه اوت نخست تاکایاما اوکون و به دنبال آن مبلغان و مسیحیان بسیاری به ماکائو و فیلیپین تبعید شدند.

### تشدید حکم ممنوعیت مسیحیت

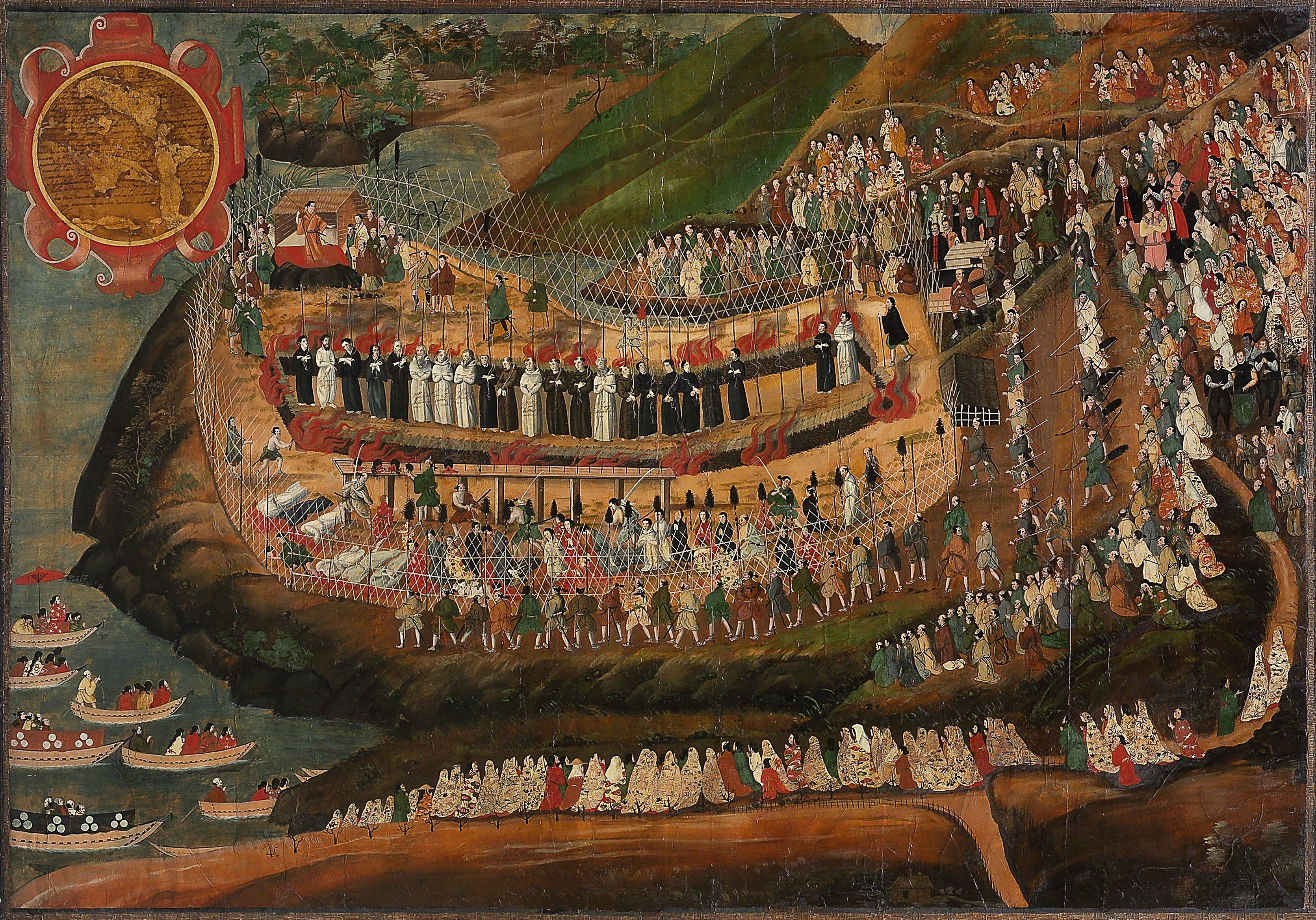
کشتار مسیحیان در ناگاساکی

اوکاموتو دایهاچی که نتوانسته بود شکنجه شدید را در طی دستگیری تحمل کند اعتراف کرده بود که مسیحیان بسیاری در اطراف ایه‌یاسو هستند که دین خود را پنهان کرده‌اند. در این زمان برخی دایمیوهای مسیحی به تخریب معبدهای بودایی دست زده و به مقدسات بودایی اهانت می‌کردند. پس از مرگ ایه‌یاسو، دولت شوگون‌سالاری به این نتیجه رسیده بود که اثرات سوء تجارت با کشورهای خارجی بیشتر از سود آن بوده‌است. همچنین تصور می‌شد که مدارای بیش از حد با مسیحیان عامل حادثه اوکاموتو دایهاچی شده‌است. همچنین حادثه هیرایاماجوچین (۱۶۲۰) به سوء ظن دولت شوگون‌سالاری نسبت به مسیحیان بیش از پیش دامن زد؛ و از این پس آشکارا سرکوب مسیحیان شدت گرفت. در سال ۱۶۲۲ کشتار مسیحیان در ناگاساکی و کشتارهای دیگر رخ داد. در ۱۶۲۳ همچنین هارا تانه‌نوبو که چندین سال مخفیانه در ادو مخفیانه به فعالیت مشغول بود، دستگیر و اعدام شد.
پس از اعدام آریما هارونوبو، ماتسوکورا شیگه‌ماسا به جای او دایمیوی قلمروی شیمابارا شد سوءمدیریت او در رابطه با مسیحیان، چند سال پس از درگذشت او، در سال ۱۶۳۷ منجر به شورش شیمابارا شد. به‌دنبال این شورش در سال ۱۶۴۰ هیئتی پرتغالی به منظور گشایش مجدد روابط بازرگانی به ژاپن آمدند که تمامی آن‌ها به مرگ محکوم شدند.

## تجارت خارجی

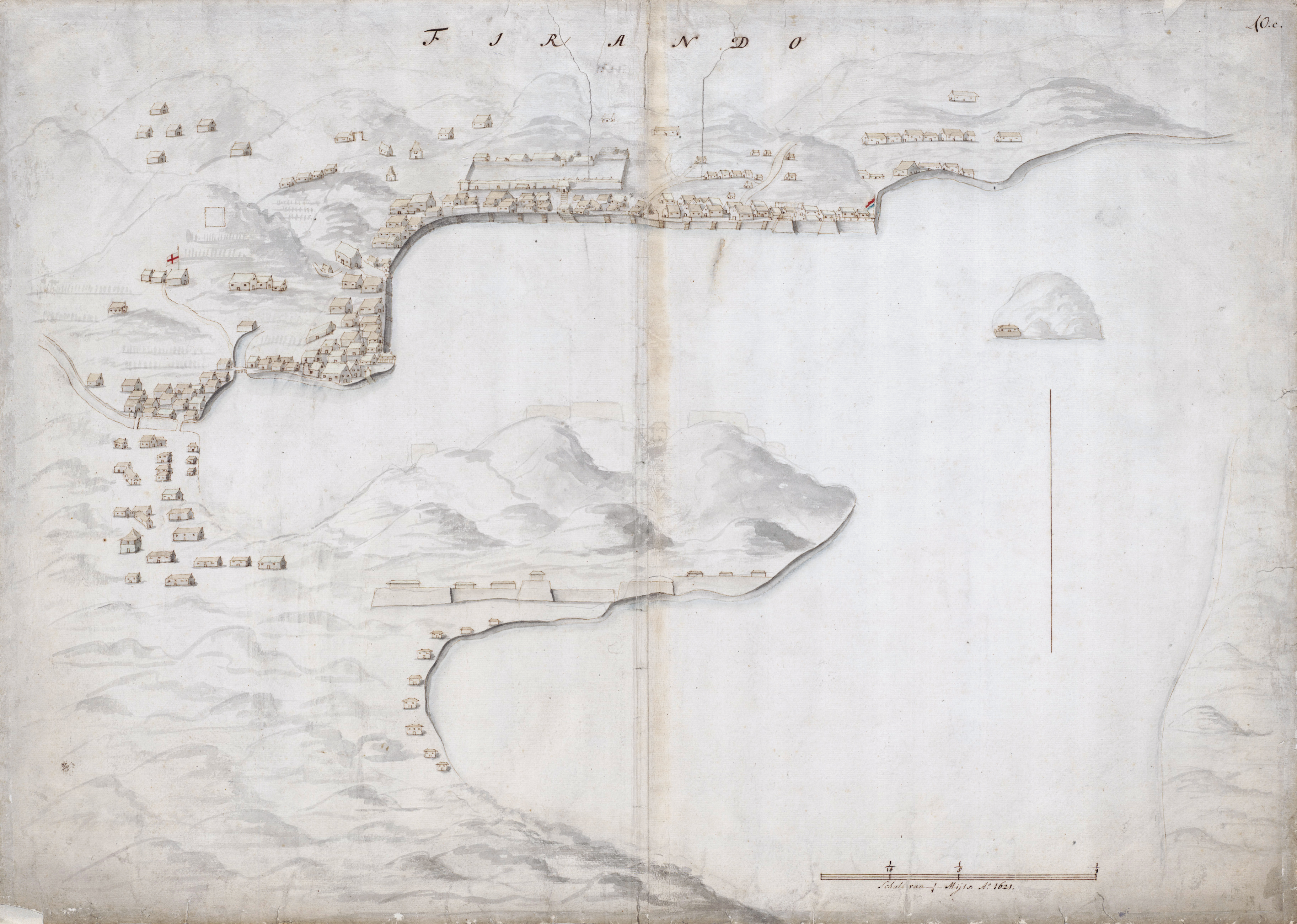
تجارتخانه‌های هلند و انگلستان با دو پرچم در هیرادو مشخص شده‌است. تجارتخانه هلند در سمت راست در کنار ساحل قرار دارد.

پس از حادثه اوکاموتو دایهاچی، هاسه‌گاوا فوجیهیرو، کاتولیک‌ها را که در ترویج مسیحیت فعال بودند را از تجارت محروم کرده و به جای آنان به تجار پروتستان مذهب انگلیسی و هلندی مجوز کشتی تجاری را داد. پس از اخراج ژواو رودریگز کاتولیک مذهب از مترجمی ایه‌یاسو، ویلیام آدامز (دریانورد) انگلیسی به عنوان مترجم جایگزین او شد. در ۱۶۰۹ کشور هلند در هیرادو، ناگاساکی، یک عمارت تجاری وابسته به کمپانی هند شرقی هلند بر پا کرده بود در پی آن در سال ۱۶۱۳ تجارتخانه کمپانی هند شرقی بریتانیا نیز که وابسته به انگلستان بود در همان بندر تأسیس شد. سه سال پس از تأسیس این تجارتخانه، لنگر انداختن تمام کشتی‌های خارجی بجز کشتی‌های کشور کره به هیرادو، ناگاساکی محدود شد. تجارتخانه کمپانی هند شرقی بریتانیا تا سال ۱۶۲۲ بکار خود ادامه داد.
رقابت و درگیری انگلستان با هلند موجب حادثه آمبوینا و حوادث دیگری شد و در نتیجه انگلستان از ناحیه جنوب شرقی خود را کنار کشیده با گورکانیان هند وارد معامله شد.
در سال ۱۶۴۱ تجارتخانه هلند از هیرادو، ناگاساکی، به جزیره دجیما منتقل شد و کشور ژاپن انزوای کامل را شروع کرد. این انزوا دو قرن و نیم بطول انجامید و طی آن فقط از طریق جزیره دجیما با دنیای خارج ارتباط داشت.